# ロック・リーの青春フルパワー忍伝
『ロック・リーの青春フルパワー忍伝』（ロック・リーのせいしゅんフルパワーにんでん）は、平健史による漫画作品。『最強ジャンプ』にて連載された。

## 概要
『週刊少年ジャンプ』（以下「WJ」）にて連載中の漫画『NARUTO -ナルト-』（原作：岸本斉史）の登場人物、ロック・リーを主役としたスピンオフ作品。
ちびキャラにデフォルメ（SD化）された『NARUTO』のキャラクター達が繰り広げるギャグ漫画である。時系列は原作の第2部にあたる。
「WJ」では2012年2号と17号に出張読み切りが掲載された（前者がJF特別版、後者がアニメ版開始に合わせた熱血出張版）。
完結後、新たなスピンオフとして同作者による『うちはサスケの写輪眼伝』が連載されている。

## 登場人物
主要キャストはアニメ版NARUTOと同じ声優が演じており、キャラクター設定も概ね原典に準じている。

### 木ノ葉隠れの里

#### ガイ班
ロック・リー
声 - 増川洋一
本作の主人公。「大丈夫です！」が口癖で本編同様誰に対しても敬語を使い、誠実な性格であり、よく困った人を助けようとするものの、大抵は散々な結果になるのがお約束。
熱血漢ながらも自分の間違いにもあまり気づかないほどの天然な性格であり、その際よくテンテンにツッコまれている。また、本作では体術の他にも「幻術」と称する寸劇を行ない、ネジやテンテン達を毎回振り回しており、まわりは迷惑している。普段は修行のことしか頭になく、休日も修業をしている。サクラに一方的な好意を持ち、本編とは違いサクラでの妄想やストーカー行為を繰り返しており、サクラからも嫌がられている。
誕生日は11月27日。
日向ネジ
声 - 遠近孝一、中根徹（中年時）
硬派で真面目な性格だが年相応に下心を見せたり、リーやガイ達につられて一緒に寸劇をしたりと、度々暴走する。ヒナタを大切に思っている（テンテン曰く、「従妹バカ」）が故に、ナルト達が彼女に対してぞんざいな扱いをすると非常に怒る一面がある。また、前述の従妹バカ故にヒナタのナルトへの好意は認めていない。ナルトとは度々三角関係のような立ち位置を見せることもあった。
アニメ版では何故か女装をする事が多く、他の登場人物達にもそのことを認知されているが、当の本人はこの扱いに不満を抱いているらしい。
原作では父・ヒザシの死の原因を作った四代目雷影・エーと直接関わることはなかったが、本作ではエーの護衛任務に参加しており、彼と和解している。
アニメ版のROAD TO NINJAと連動した話では、中二病のゲーマーになっていた。
テンテン
声 - 田村ゆかり、未來貴子（中年時）
ガイ班の紅一点。頻繁にリーやナルト達にツッコミを入れているが、本人曰く「みんなのボケが多いから」やっているだけらしく、大蛇丸にツッコミ担当だと評された際はひどく落ち込んでいる。しかし、大蛇丸の策略でツッコミが封じられた際は、自分でツッコむ事が出来ずにフラストレーションを溜めていた。
また、木ノ葉丸からは巨乳の水着姿に変化された事があるが実際に彼女自身のスタイルもよく水色のビキニ姿を披露した事もある（その時の髪型は三つ編みにしている）。
マイト・ガイ
声 - 江原正士、間宮くるみ（赤ちゃん時）
リー達のために奇妙な技を生み出したり、リーと一緒に寸劇を行なうことがあるが、師匠としての厳格な一面も併せ持つ。カカシ達上忍と共にリー達に寿司の嗜み方など忍術以外の教育にも力を入れている

#### カカシ班
うずまきナルト
声 - 竹内順子、坂本くんぺい（中年ナルト）
NARUTO本編の主人公。本作では第二の主人公的な役割を担う。リーに便乗してボケることが多く、その際テンテンやサクラにツッコまれたり、ヒナタを気絶させてネジから制裁を食らうなど、とばっちりを受けることも多い。また、幽霊や怪談に対して非常に恐がりな一面がある。また涙もろいところもあり、リーの寸劇を見たときには号泣している。
春野サクラ
声 - 中村千絵
テンテン同様、リーやナルト達にツッコミを入れており、リーからは度々プロポーズを受けているが全て断っている。本編と異なり、ガイ班の面々とはタメ口で会話している。
はたけカカシ
声 - 井上和彦
ガイと一緒に行動している時には彼によくツッコミを入れており、寸劇にも登場する事がある。
ヤマト
声 - 小山力也
漫画では普通に会話しているが、アニメでは本作ではセリフがないモブキャラとして登場しており、「大人の事情」で喋る事が出来ない設定だったが、最終話のラストシーンにて初めて台詞（担当声優の小山が『24 -TWENTY FOUR-』で吹き替えをしているジャック・バウアーのパロディ）を発し、最後にヤマトが主役を務めるウソの次回予告をして番組を締めた。
サイ
声 - 日野聡
本編と性格はほぼ変わらないが、リーの寸劇に巻き込まれることがある。リー、テンテン、サイのスリーマンセルが抜け忍の集団から奪われた巻物を奪還する任務では、敵の忍に拘束されたリーを見捨てずに救け出した。本編と同じく下ネタ好きである。

#### アスマ班
猿飛アスマ
アニメではセリフがないモブキャラとして登場。
奈良シカマル
声 - 森久保祥太郎
「めんどくせえ」が口癖で、リー達の寸劇に付き合ったり、チョウジの為に色々と画策を行なったりと、ノリが良く仲間思いな性格。だが、テンテンは彼の口癖を嫌っている。ポテトチップスはのり塩派らしく、そのことで猪鹿蝶で揉めた。本編以上の頭脳を持ち、僅かな手がかりから超能力的な推論を重ね、結論を導きだす。
アニメ版のROAD TO NINJAと連動した話では、チョウジのような体格になっていた。
山中いの
声 - 柚木涼香
テンテンやサクラと同様、よくリーやナルト達にツッコミを入れている。季節が夏の話では2種類のビキニ姿を披露したり学園祭の話ではメイド姿になるなど女の子らしい姿を見せている。
アニメ版のROAD TO NINJAと連動した話では、ゴスロリの衣装を着ていた。
秋道チョウジ
声 - 伊藤健太郎
シカマルと同様、リー達の寸劇に付き合うことがある。ドッグフードを食べたいからという理由で犬のきぐるみを着るなど食に対してすさまじい執着を見せる。
アニメ版のROAD TO NINJAと連動した話ではオカマのような容姿になり、胴部分の「食」が「色」になっていた。

#### 紅班
紅班（第八班）を参照。
夕日紅
アニメではセリフがないモブキャラとして登場。
日向ヒナタ
声 - 水樹奈々
ナルトに好意を持っているが、彼を近くで見ると赤面して倒れてしまう。その後付近に居たネジがナルトを粛清するのが常。本作ではナルトと積極的に仲良くなろうとするあまり、天然な一面も見せることがある。比較的出番が多く、彼女が主役の話もある。本編と同様、彼女がナルトに想いを寄せていることはほぼ周知されている。映画に必要なのは純愛ではないかと提案するも、テンテンからその内容では「純愛ではなくストーカーだ」と突っ込まれショックを受けていた。
アニメ版のROAD TO NINJAと連動した話では、映画と同じ容姿だがツンデレな性格になっている。
犬塚キバ
声 - 鳥海浩輔
シノと共にヒナタの恋路を応援していることが多い。また、キバの相棒の忍犬・赤丸（声 - 竹内順子）も登場している。映画には「萌え」が必要だと強く主張したものの、用意したPVはほとんど赤丸しか映っていなかった。
アニメ版のROAD TO NINJAと連動した話では人見知りな性格になり、頬の模様も異なっている。
油女シノ
声 - 川田紳司
キバと共にヒナタの恋を応援することが多い一方、影が薄いことをリーに悪気なく指摘されることも多くその都度ダメージを受けている。基本的には冷静沈着な性格で虫達を大切に思っている。かなりの実力者ではあるが、本作ではナルトたち同様、ネジの攻撃により吹き飛ばされるシーンがある。
アニメ版のROAD TO NINJAと連動した話では目立ちたがりな性格になり、カーニバル衣装を着ていた。

#### エビス班
その他の忍を参照。
猿飛木ノ葉丸
声 - 大谷育江
リーやナルトと行動する事が多い。ナルトとともに“お色気の術”をやることがあるが、サクラから制裁を食らうのがお約束である。
エビス
声 - 飛田展男
本作ではセリフがないモブキャラとして登場。アニメでは46話でやっとセリフが付いた。話では、カカシと同じく「イチャイチャタクティクス」を読んでいるとか。
モエギ
本作ではセリフがないモブキャラとして登場。
ウドン
本作ではセリフがないモブキャラとして登場。

#### その他の人物
綱手
声 - 勝生真沙子
年長者としてリー達にアドバイスをしたり、悩み相談を請け負ったりと面倒見が良いが、年齢をよくネタにされる。本作では本編のように術で若返っているのではなく、化粧で若作りをしているらしい。その姿を見たものは悶絶している。本人はそのことを指摘されると途端に怒り出す。また、木ノ葉の里でイベントが開かれた際は解説者となるが、よく的外れな意見を述べている。
アニメ版のROAD TO NINJAと連動した話では、非常にツキが良い人物になっていた。
シズネ
声 - 根本圭子
主に綱手に対するツッコミ役。木ノ葉の里でイベントが開かれた際は、実況者として登場人物達にツッコミを入れている。
三代目火影・猿飛ヒルゼン
顔岩に宿る幽霊として現れたり、寸劇のモブキャラとしても登場している。
志村ダンゾウ
声 - 糸博
アニメ版のキャラクター人気投票の話では、ゲストとして討論番組に出演した。サイの回想にも登場。
うみのイルカ
声 - 関俊彦
本編と同様、アカデミーで子供達に授業を教えているが、様々な問題に悩まされている。
山城アオバ
声 - 津田健次郎
サングラスを掛けている男性で、カラスを操る術の使い手。
はがねコテツ、神月イズモ
声 - 河野智之、坪井智浩

ガマブン太
声 - 中博史
“口寄せの術”で呼び出された際、空腹だったらしくカツユを食べてしまう。
彼の子供のガマ吉（声 - 上田燿司）やガマ竜（声 - 重松朋）も含め、ナルトの口寄せで登場する。
カツユ
声 - 能登麻美子
“口寄せの術”で呼び出された際、カマブン太に食べられてしまう。
リー達が口寄せ動物の世話をすることになった話では、何故か他の口寄せ動物達と逃走している。
マンダ
本編と異なり大蛇丸に対して非常に従順で、話によって体のサイズが異なる。
忍亀
声 - 北川勝博
ガイに口寄せされた際、飛び道具として使われた。
九尾の狐
声 - 玄田哲章
リーの寸劇では小型犬のような小さな体格で描写される。
テウチ、アヤメ
声 - 朝倉栄介、細野雅世
ラーメン屋「一楽」の店主と看板娘。
みたらしアンコ
声 - 本田貴子
主に犯罪者の取り調べなどを行っている。
日向ヒザシ
声 - 伊藤和晃
ネジの父で、ヒアシの双子の弟。
日向ハナビ
ヒナタの妹。原作では第二部以降登場していないが、本作で登場させるにあたり原作者の岸本斉史より書き下ろしのデザイン画を提供された。
自来也
声  - 大塚芳忠
本編と同じくスケベな性格で、リー達と協力して女湯を覗こうとした。その際には真剣に木の葉の忍達の性癖分布について解説していた。その後浴場で大蛇丸と遭遇し、戦闘になる。大蛇丸を撃退したが、戦いの衝撃で女湯に突っ込んでしまい、綱手に顔面を思い切り殴られてしまった。彼の書いている「イチャイチャシリーズ」は原作では18禁小説として扱われているが、本作では単に「エロ本」と呼ばれている。アニメでは、46話のみに登場する。
不知火ゲンマ
声 - 平田広明

### 砂隠れの里
我愛羅
声 - 石田彰
五代目風影。原作同様冷静な性格だが、リーに誤って攻撃してしまった際は、顔の砂が剥がれてしまうほど動揺してしまう一面を見せる。また、リーのボケを真に受けるなど天然な一面も見せている。この漫画ではリーのライバルの一人であり最終回は彼との熱い戦いであった。
テマリ
声 - 朴璐美
リー達に対してドライなツッコミを入れている。
テンテンと再戦した際、口寄せ動物のカマタリ（声 - 徳本恭敏）を呼び出した。
カンクロウ
声 - 加瀬康之
テマリと同様、リー達に対してドライなツッコミを入れているが、彼らと一緒に便乗することもある。
三代目風影
砂隠れの里の先々代の里長。作中ではサソリの人傀儡として登場。

### 雲隠れの里
四代目雷影・エー
声 - 手塚秀彰
雲隠れの里の長で雷影。
リーやガイにはマッチョメンと言われていた。過去に起こした日向一族の白眼を奪おうとした事件について原作ではカカシやヤマトから問い詰められても無視していたが、本作では「日向と揉めた」という認識は持っていた。
キラービー
声 - 江川央生
八尾の人柱力。テンテンには自分のラップをダジャレと言われていた。
サムイ
声 - よのひかり
「クールになさい」が口癖。リーやガイの無駄な熱血ぶりに「みんなクールじゃない」と落ち込んでいる場面があった。
オモイ
声 - 河本邦弘
本編と同じく考えすぎている場面があった。雲隠れがかつて日向一族の白眼を奪おうとした事件については知らなかった模様。
カルイ
声 - 小松由佳
本編と同じく軽く考えている場面があった。オモイと同じく雲と日向一族の事件については知らなかった模様。
ダルイ
声 - 竹内良太　
怪しい忍に対して“雷遁・黒斑差”や“嵐遁・励挫鎖苛素”を繰り出そうとしたが、リーに邪魔されて術名を噛んでしまい、別のものになってしまった。雲隠れがかつて日向一族の白眼を奪おうとした事件についても知っている描写がある。
シー
声 - 福田賢二
冷静な性格。「こうめちゃくちゃな奴ばかりだと疲れる」との呟きにテンテンから非常に同情されていた。
アツイ
声 - 松本忍
サムイの弟。アツいが口癖。

### 音隠れの里
大蛇丸
声 - くじら
原作と違い、三代目火影の顔岩の内部に秘密基地を作ったり、本気で婚活をしたりする等非常にコミカルな性格で描かれており、リー曰くばいきん君（恐らくはアンパンマンに登場するばいきんまんと思われる。）ポジションである。あの手この手で木ノ葉を潰そうとするも、リー達によって阻止されている。リーと同じように「寸劇」のことを「幻術」と言っている。本作でも悪役だが、たまにリー達と協力する。
アニメ版のROAD TO NINJAと連動した話では、里に尽くそうとする善良な人物になっていた。
誕生日は10月27日。
薬師カブト
声 - 神奈延年
主に大蛇丸に対するツッコミ役だがスケベな性格になっており、カカシと同様イチャイチャシリーズの大ファン。
展開についていけないことが多く、大蛇丸の策略に振り回されている苦労人。大蛇丸の寸劇ではよく女装させられる。また、大蛇丸の作戦がうまく行っている時、ギャグアニメでこのままでいいのかと悩んでもいた。
アニメ版のROAD TO NINJAと連動した話では、正義感溢れる性格になっていた。
次郎坊
声 - 三宅健太
アニメ版のROAD TO NINJAと連動した話では、大蛇丸の寸劇で映画会社の面接官として登場している。後にモブキャラとして大蛇丸の誕生日を祝いカブトや他の五人衆と共に拍手していた。
鬼童丸、多由也、左近と右近、君麻呂
アニメ版第31話後半でモブキャラとして大蛇丸の誕生日を祝いカブトや他の五人衆と共に拍手していた。君麻呂は後にリーの回想にも登場している。原作同様第1部で死んでいる設定であり、31話後半のことと設定が矛盾している。原作ではリーは彼の名前を呼んだことはないが、本作でリーは君麻呂を「君麻呂君」と呼んでいる。

### 暁
愉快な犯罪組織。本編同様に木ノ葉の里を襲おうとするが、リー達により阻止された。
ペイン
声 - 堀内賢雄
天道のみ登場。本作では暁のリーダーで「神」を自称するが、石につまずいて転んだり誤った認識からメンバーに海で夏休みを満喫するよう指示を下すなど、天然な部分が見受けられる。転んだ際には笑った飛段を“神羅天征”で吹き飛ばした。
小南
声 - 田中敦子
本編同様ほとんどペインと共に行動している。変装してアジト潜入したリーを新入りと勘違いして自身の紙で作った花束を贈る。リーからはツンデレと評されていた。
うちはイタチ
声 - 石川英郎
暁のメンバーが仲間割れをした際は止めに入ろうとしていたが、失敗に終わる。
干柿鬼鮫
声 - 檀臣幸
本編と同様にガイとの因縁は健在らしく、変装してアジトに潜入して来たリーやガイを疑っていた。本編と性格は変わらないが幾分表情が豊かに描かれている。鮫肌をペットとして扱っており、アニメではドッグカフェへ連れて行き服を着せようとしたり芸を仕込もうとしたりと可愛がっている。
デイダラ
声 - 川本克彦
アニメではトビと共に他のメンバーより一足先に登場。ほぼ八つ当たりの理由から木の葉襲撃を試みるもリー達に邪魔をされた上、芸人と勘違いされる。短気だが情に流されやすい性格で、ハロウィン企画を進めるリー達に途中から一生懸命協力してしまう。リー達が暁のアジトに潜入してきた際には「木の葉襲撃失敗の黒歴史」がバレてはまずいと密かにリー達を逃がそうと画策したが、最終的にトビがうっかり喋ってしまい、他のメンバー全員にバレてしまった。
サソリ
声 - 櫻井孝宏
普段こもっている傀儡「ヒルコ」が改造中との理由から人傀儡の姿で登場。戦闘では人傀儡の三代目風影を使用。本編通りデイダラとは芸術の価値観で対立することが多い。芸術に関してデイダラも驚く程の技巧の持ち主だが、結局は彼と子供じみた争いを繰り広げて終わることが多く、イタチから仲の良さを疑われている。アニメではアジトに潜入したリー達を新入りと勘違いしたりとドジな一面を見せている。
ゼツ
声 - 飛田展男
トビと共に登場することが多い。寸劇にはOLの役で参加していた。
飛段
声 - てらそままさき
暁の新入りとして紹介されたリーをジャシン教に勧誘。黒い槍状の武器で自らを刺して快感を得たり、ペインの“神羅天征”を受けて悦ぶなど、マゾヒストな部分がある。
角都
声 - 土師孝也
原作と同様拝金主義者で暁のサイフ役として行動している。リーからは地怨虞による触手をワキ毛だと勘違いされた。
トビ
声 - 高木渉
本編の暁加入当初のようなコミカルな役回りを担う。アニメではリー達の寸劇やギャグにも対応しデイダラを困惑させる一方、自身もデイダラの暴走に振り回され二度も痛い目に遭っており「もう先輩と組むの嫌なんですけど」とこぼしていた。ドッグカフェへ鬼鮫を迎えに来たりと登場回数が多い。

### 蛇/鷹
うちはサスケ
声 - 杉山紀彰
里を抜けているが、茶屋でうっかりリー達と再会してしまう。アニメ最終回では木ノ葉を襲い“雷遁・麒麟”を繰り出そうとしたが、キリン（声 - バロン山崎）を出してしまった。
鬼灯水月
声 - 近藤隆
本編と同じく雷遁（電撃）に弱く、リーに下敷きで静電気を食らわされ重傷を負う。香燐の変態的な行動によくツッコミを入れている。
香燐
声 - 東條加那子
勝気な性格だがサスケを前にすると一気にデレる。ネジには「ツンデレメガネ」と評されていた。
重吾
声 - 阪口周平
一見穏やかで真面目だが、興奮すると非常に好戦的になり放送禁止用語を連発する。リーに君麻呂の最期の様子を尋ねるも、徐々に暴走し聞かなくてもいいことまで聞いていた。

### ナレーション
ナレーション
声 - 大川透
冒頭や説明が必要なシーンで解説を行なう男性で、アニメ版ではへのへのもへじのような顔にアホ毛の付いた金髪、無精ひげを生やした出で立ちをしている。
登場人物達には彼の声が聞こえており、たまに会話する。

## 書誌情報
1. 2012年2月3日発売 ISBN 978-4-08-870442-5
2. 2012年7月27日発売 ISBN 978-4-08-870494-4
3. 2012年12月4日発売 ISBN 978-4-08-870565-1
4. 2013年7月4日発売 ISBN 978-4-08-870657-3
5. 2013年9月4日発売 ISBN 978-4-08-870695-5
6. 2014年5月2日発売 ISBN 978-4-08-880113-1
7. 2014年8月4日発売 ISBN 978-4-08-880170-4

カバー裏には本編の表紙を作者である平健史がこの漫画のキャラクターで描いたものとなっている。

## テレビアニメ
『NARUTO -ナルト- SD ロック・リーの青春フルパワー忍伝』（ナルト エスディー ロック・リーのせいしゅんフルパワーにんでん）のタイトルで、2012年4月3日から2013年3月26日までテレビ東京系列にて放送された。ナレーションは大川透。なお、SDは「エスディー」と発音するが、ロゴには「すごいどりょく」とルビが振られている。
アニメオリジナルエピソードが多く、たまに作画が本編アニメのものになる演出が入ることがある。漫画版とは違いアニメオリジナルエピソードには現代の子供たちの両親の世代でも理解できないようなネタ や、社会風刺ネタ、メタ発言 が多い。
2013年10月1日からは『NARUTO -ナルト- SD ロック・リーの青春フルパワー忍伝 もういっちょ』のタイトルとして再放送されているが、季節ネタなどの話が飛ばされていることから、実質的なセレクション放送となっている。
なお、この話登場以前に本編『疾風伝』内にておまけコーナーで5回にわたって『ロック･リーおちゃらけ外伝』が放送された事がある。実質的にはこれが前身である。

### スタッフ
- 原作 - 平健史、岸本斉史「ロック・リーの青春フルパワー忍伝」（集英社「最強ジャンプ」連載）
- プロデューサー - 白石誠（第1話 - 第26話）→圡方真（第27話 - 第51話）（テレビ東京）、朴谷直治（studioぴえろ）
- シリーズ構成 - 横谷昌宏、下山健人
- キャラクターデザイン - 田中ちゆき
- 美術監督 - 高木佐和子
- 色彩設計 - 阿部紀子
- 撮影監督 - 横尾和美、飯島亮（第4話・第5話）
- 音響監督 - えびなやすのり
- 音楽 - 安部純、武藤星児
- 音楽協力 - テレビ東京ミュージック
- プランニングマネージャー - 廣部琢之（テレビ東京）
- 撮影監督補佐 - 脇顯太朗（旭プロダクション）
- オフライン編集 - 森田清次、大野雄一（森田編集室）
- ビデオ編集 - 河村圭太、長尾和弘（Good Job Tokyo）
- 音響効果 - 長谷川卓也（サウンドボックス）
- サウンド・ミキサー - 蝦名恭範（サウンドチーム・ドンファン）
- 録音スタジオ - スタジオごんぐ
- 音響制作 - 楽音舎
- 番組宣伝 - 野口かず美（テレビ東京）
- アシスタントプロデューサー - 京谷知美（テレビ東京）、田中奈都湖（studioぴえろ）
- 制作デスク - 富岡亮（第27話 - 第51話）
- 設定制作 - 小野隆宏（第1話 - 第10話）→ 渡邉由美子（第11話 - 第14話）、中島功二
- 文芸制作 - 渡邉由美子（第1話 - 第10話）、今村美緒
- 助監督 - 拙者五郎（第1話 - 第26話）
- 監修 - むらた雅彦（第27話 - 第51話）
- 監督 - むらた雅彦（第1話 - 第26話）→拙者五郎（第27話 - 第51話）
- アニメーション制作 - studioぴえろ
- 製作 - テレビ東京、集英社、studioぴえろ

### 主題歌

#### オープニングテーマ
「GIVE LEE GIVE LEE ロック・リー」（第1話 - 第26話）
作詞：mildsalt / 作曲：マーティ・フリードマン / 編曲：クリス・インペリテリ / アーティスト：アニメタルUSA×影山ヒロノブ
「ラブソング」（第27話 - 第51話）
作詞・作曲：オカモトショウ / 編曲・アーティスト：OKAMOTO'S

#### エンディングテーマ
「TWINKLE TWINKLE」（第1話 - 第13話）
作詞：いしわたり淳治 / 作曲・編曲：Hans.W / アーティスト：Secret（シークレット）
「GO! GO! HERE WE GO! ロック・リー」（第14話 - 第26話）
作詞・作曲・編曲：前山田健一 / アーティスト：私立恵比寿中学
「大丈夫、僕ら」（第27話 - 第39話）
作詞：ユーズ・Monch / 作曲：ユーズ・Monch・RYLL / 編曲：RYLL / アーティスト：RAM WIRE（ラムワイヤー）
「イチャイチャチュッチュキャピキャピラブラブスリスリドキドキ」（第40話 - 第51話）
作詞・作曲：坂口喜咲 / 編曲：島田昌典 / アーティスト：HAPPY BIRTHDAY

### 各話リスト
| 放送日        | 話数   | サブタイトル                                  | 脚本       | 絵コンテ                                  | 演出              | 作画監督                      | 原作巻          | もういっちょ 放送日 |
| ------------- | ------ | --------------------------------------------- | ---------- | ----------------------------------------- | ----------------- | ----------------------------- | --------------- | ------------------- |
| 2012年 4月3日 | 第1話  | ロック・リーは忍術の使えない忍者です          | 下山健人   | むらた雅彦                                | むらた雅彦        | 田中ちゆき                    | オリジナル      | 2013年 10月1日      |
| 2012年 4月3日 | 第1話  | ロック・リーのライバルはナルトです            | 下山健人   | むらた雅彦                                | むらた雅彦        | 田中ちゆき                    | オリジナル      | 2013年 10月1日      |
| 4月10日       | 第2話  | 恋もまた青春の一部なのです                    | 下山健人   | 黒川智之                                  | 黒川智之          | 津曲大介                      | 1巻、オリジナル | 10月8日             |
| 4月10日       | 第2話  | 愛とはふたりで愚かになることです              | 下山健人   | 黒川智之                                  | 黒川智之          | 津曲大介                      | 1巻、オリジナル | 10月8日             |
| 4月17日       | 第3話  | 天才忍者ネジと勝負なのです                    | 下山健人   | 向井雅浩                                  | 熨斗谷充孝        | 鈴木伸一                      | 1巻、オリジナル | 10月15日            |
| 4月17日       | 第3話  | テンテンには譲れない戦いがあるのです          | 下山健人   | 向井雅浩                                  | 熨斗谷充孝        | 鈴木伸一                      | 1巻、オリジナル | 10月15日            |
| 4月24日       | 第4話  | それでもガイ先生はやってない…です             | 宮田由佳   | 浪速勉                                    | 堀内直樹          | 高橋直樹                      | オリジナル、1巻 | 10月22日            |
| 4月24日       | 第4話  | カカシ先生はガイ先生のライバルです            | 宮田由佳   | 浪速勉                                    | 堀内直樹          | 高橋直樹                      | オリジナル、1巻 | 10月22日            |
| 5月1日        | 第5話  | 木ノ葉丸に拳法を教えるのです                  | 横谷昌宏   | 細田雅弘                                  | 細田雅弘          | 小山知洋                      | 1巻、オリジナル | 10月29日            |
| 5月1日        | 第5話  | 健康診断は勝負パンツで挑みます                | 横谷昌宏   | 細田雅弘                                  | 細田雅弘          | 小山知洋                      | 1巻、オリジナル | 10月29日            |
| 5月8日        | 第6話  | 木ノ葉の里の大運動会です                      | 下山健人   | むらた雅彦                                | むらた雅彦        | 富田恵美 福世真奈美           | オリジナル      | 11月5日             |
| 5月8日        | 第6話  | 騎馬戦は青春の醍醐味です                      | 下山健人   | むらた雅彦                                | むらた雅彦        | 富田恵美 福世真奈美           | オリジナル      | 11月5日             |
| 5月15日       | 第7話  | 大蛇丸はさそり座B型です                       | 下山健人   | 拙者五郎                                  | 拙者五郎          | 甲田正行                      | オリジナル      | [ 7 ]               |
| 5月15日       | 第7話  | ラブレターは最大の罠なのです                  | 下山健人   | 拙者五郎                                  | 拙者五郎          | 甲田正行                      | オリジナル      | [ 7 ]               |
| 5月22日       | 第8話  | 火影だってハゲる時はハゲるのです              | 横谷昌宏   | 西本由紀夫                                | 西本由紀夫        | 鈴木伸一                      | 1巻、オリジナル | 11月12日            |
| 5月22日       | 第8話  | 大蛇丸はとってもしつこい男なのです            | 横谷昌宏   | 西本由紀夫                                | 西本由紀夫        | 鈴木伸一                      | 1巻、オリジナル | 11月12日            |
| 5月29日       | 第9話  | ヒナタはネジのいとこなのです                  | 宮田由佳   | 浪速勉                                    | 堀内直樹          | 高橋直樹                      | 2巻、オリジナル | 11月19日            |
| 5月29日       | 第9話  | ヒナタの弱点はナルトです                      | 宮田由佳   | 浪速勉                                    | 堀内直樹          | 高橋直樹                      | 2巻、オリジナル | 11月19日            |
| 6月5日        | 第10話 | チームワークこそ青春の証です                  | 横谷昌宏   | 細田雅弘                                  | 細田雅弘          | 小山知洋                      | 2巻、オリジナル | 11月26日            |
| 6月5日        | 第10話 | 犯人はこの中にいる！です！                    | 横谷昌宏   | 細田雅弘                                  | 細田雅弘          | 小山知洋                      | 2巻、オリジナル | 11月26日            |
| 6月12日       | 第11話 | 古都といえば、修学旅行です!                   | 下山健人   | 黒川智之                                  | 高村雄太 黒川智之 | 山口杏奈、富田恵美 津曲大介   | オリジナル      | 12月3日             |
| 6月12日       | 第11話 | 女子の部屋と書いてお菓子箱です!               | 下山健人   | 黒川智之                                  | 高村雄太 黒川智之 | 山口杏奈、富田恵美 津曲大介   | オリジナル      | 12月3日             |
| 6月19日       | 第12話 | 忍術禁止の体験学習なのです                    | 下山健人   | 熨斗谷充孝                                | 熨斗谷充孝        | 鈴木伸一                      | オリジナル      | -                   |
| 6月19日       | 第12話 | サクラさんと相合傘をしたいのです              | 下山健人   | 熨斗谷充孝                                | 熨斗谷充孝        | 鈴木伸一                      | オリジナル      | -                   |
| 6月26日       | 第13話 | 師弟対決!ロック・リーVSマイト・ガイです       | 宮田由佳   | マツシタヒロユキ                          | 許平康 西片康人   | 田中ちゆき 下島誠             | 2巻             | 12月10日            |
| 6月26日       | 第13話 | ガイ先生を超えるのです!                       | 宮田由佳   | マツシタヒロユキ                          | 許平康 西片康人   | 田中ちゆき 下島誠             | 2巻             | 12月10日            |
| 7月3日        | 第14話 | 忍者人気を取り戻すのです!                     | 下山健人   | まんきゅう、春日森春木 林リン、大利根月朗 | 堀内直樹          | 高橋直樹                      | オリジナル      | -                   |
| 7月3日        | 第14話 | デス!                                         | 下山健人   | まんきゅう、春日森春木 林リン、大利根月朗 | 堀内直樹          | 高橋直樹                      | オリジナル      | -                   |
| 7月10日       | 第15話 | ドキドキ☆プール開きです                       | 横谷昌宏   | 細田雅弘 又野弘道                         | 又野弘道          | 小山知洋                      | オリジナル      | -                   |
| 7月10日       | 第15話 | ワクワク♥おろちプール園です                   | 横谷昌宏   | 細田雅弘 又野弘道                         | 又野弘道          | 小山知洋                      | オリジナル      | -                   |
| 7月17日       | 第16話 | 3つ巴の料理ショーです!                        | 下山健人   | 向井雅浩                                  | 三家本泰美        | 鈴木伸一 阿部千秋             | オリジナル      | -                   |
| 7月17日       | 第16話 | ガイ先生を薄くするのです!                     | 下山健人   | 向井雅浩                                  | 三家本泰美        | 鈴木伸一 阿部千秋             | オリジナル      | -                   |
| 7月24日       | 第17話 | ROAD TO GUYです!                              | 宮田由佳   | 黒川智之 ユキヒロマツシタ                 | 黒川智之          | 中村純子 津曲大介             | オリジナル      | -                   |
| 7月24日       | 第17話 | 実録!木ノ葉の里の妄想映画祭です!              | 宮田由佳   | 黒川智之 ユキヒロマツシタ                 | 黒川智之          | 中村純子 津曲大介             | オリジナル      | -                   |
| 7月31日       | 第18話 | ドキッ!忍者だらけの花火大会です!              | 下山健人   | 浪速勉                                    | 堀内直樹          | 高橋直樹                      | オリジナル      | -                   |
| 7月31日       | 第18話 | ギクッ！テンテンの様子がオカシイです！        | 下山健人   | 浪速勉                                    | 堀内直樹          | 高橋直樹                      | オリジナル      | -                   |
| 8月7日        | 第19話 | 夏はやっぱり貝パンスタイルです!               | 下山健人   | むらた雅彦                                | むらた雅彦        | 山口杏奈 福世真奈美           | 1巻、オリジナル | -                   |
| 8月7日        | 第19話 | スイカップを巡る激闘です!                     | 下山健人   | むらた雅彦                                | むらた雅彦        | 山口杏奈 福世真奈美           | 1巻、オリジナル | -                   |
| 8月14日       | 第20話 | 我愛羅くんと仲良くなろう。です!               | 横谷昌宏   | 又野弘道                                  | 又野弘道          | 小山知洋                      | 1巻、オリジナル | 12月17日            |
| 8月14日       | 第20話 | ロック・リーのニセモノ現る!です!              | 横谷昌宏   | 又野弘道                                  | 又野弘道          | 小山知洋                      | 1巻、オリジナル | 12月17日            |
| 8月21日       | 第21話 | 寝苦しい夜は身も凍る怖い話です                | 横谷昌宏   | 西本由紀夫                                | 三家本泰美        | 鈴木伸一                      | オリジナル      | -                   |
| 8月21日       | 第21話 | 火影様の涙は飾りじゃないのです!               | 横谷昌宏   | 西本由紀夫                                | 三家本泰美        | 鈴木伸一                      | オリジナル      | -                   |
| 8月28日       | 第22話 | 宿題とは期限前日にやるのが基本です!           | 下山健人   | 黒川智之                                  | 濁川敦            | 甲田正行                      | オリジナル      | -                   |
| 8月28日       | 第22話 | 3年リー組!ガイ班です!                         | 下山健人   | 黒川智之                                  | 濁川敦            | 甲田正行                      | オリジナル      | -                   |
| 9月4日        | 第23話 | ナルトがリーでリーがナルトで、です!           | 宮田由佳   | 浪速勉                                    | 堀内直樹          | 高橋直樹                      | 2巻             | 12月24日            |
| 9月4日        | 第23話 | 九尾くんとお散歩するのが夢です!               | 宮田由佳   | 浪速勉                                    | 堀内直樹          | 高橋直樹                      | 2巻             | 12月24日            |
| 9月11日       | 第24話 | サイ。をプロデュースです!                     | 今村美緒   | 拙者五郎                                  | 拙者五郎          | 津曲大介 山口杏奈             | オリジナル      | -                   |
| 9月11日       | 第24話 | 綱手さまのハートをGETYOUです                  | 今村美緒   | 拙者五郎                                  | 拙者五郎          | 津曲大介 山口杏奈             | オリジナル      | -                   |
| 9月18日       | 第25話 | 我愛羅くんの胸キュン☆初恋デートです           | 横谷昌宏   | 又野弘道                                  | 又野弘道          | 小山知洋                      | オリジナル      | -                   |
| 9月18日       | 第25話 | 大蛇丸からのプレゼントです                    | 横谷昌宏   | 又野弘道                                  | 又野弘道          | 小山知洋                      | オリジナル      | -                   |
| 9月25日       | 第26話 | 蒼い炎の逃球児・ドッジ☆リーです               | 下山健人   | 中野一巳 西田健一                         | 萩原露光          | 富田恵美 田中ちゆき           | オリジナル      | -                   |
| 9月25日       | 第26話 | ブラック企業の言いなりはコリゴリです          | 下山健人   | 中野一巳 西田健一                         | 萩原露光          | 富田恵美 田中ちゆき           | オリジナル      | -                   |
| 10月2日       | 第27話 | まわらないお寿司初体験です!                   | 下山健人   | 熨斗谷充孝                                | 熨斗谷充孝        | 鈴木伸一                      | オリジナル      | -                   |
| 10月2日       | 第27話 | 友情・努力・勝利は永遠の三原則です!           | 下山健人   | 熨斗谷充孝                                | 熨斗谷充孝        | 鈴木伸一                      | オリジナル      | -                   |
| 10月9日       | 第28話 | 食欲の秋!マツタケ狩りに行くのです!            | 下山健人   | 柳屋圭宏 吉岡忍                           | 関谷真実子 吉岡忍 | 藤原潤 中野良一               | オリジナル      | -                   |
| 10月9日       | 第28話 | リーとネジ、決別の時です!                     | 下山健人   | 柳屋圭宏 吉岡忍                           | 関谷真実子 吉岡忍 | 藤原潤 中野良一               | オリジナル      | -                   |
| 10月16日      | 第29話 | 我愛羅くんを接待するのです!                   | 下山健人   | 濁川敦                                    | 濁川敦            | 山口杏奈 福世真奈美           | オリジナル      | -                   |
| 10月16日      | 第29話 | 秋のダイエット大作戦です!                     | 下山健人   | 濁川敦                                    | 濁川敦            | 山口杏奈 福世真奈美           | オリジナル      | -                   |
| 10月23日      | 第30話 | 秋の忍術安全運動です!                         | 宮田由佳   | 浪速勉                                    | 堀内直樹          | 高橋直樹                      | オリジナル      | -                   |
| 10月23日      | 第30話 | 先輩の芸術はいつでも爆発中です!               | 宮田由佳   | 浪速勉                                    | 堀内直樹          | 高橋直樹                      | オリジナル      | -                   |
| 10月30日      | 第31話 | 温泉は混浴に限るのです!                       | 横谷昌宏   | 西田健一 斉藤哲人                         | 小平麻紀          | 津曲大介、中村純子 甲田秀人   | オリジナル      | -                   |
| 10月30日      | 第31話 | 10月27日は大蛇丸の誕生日!でした…              | 横谷昌宏   | 西田健一 斉藤哲人                         | 小平麻紀          | 津曲大介、中村純子 甲田秀人   | オリジナル      | -                   |
| 11月6日       | 第32話 | サクラさんに看病してもらうのです!             | 竹内利光   | 又野弘道                                  | 又野弘道          | 小山知洋                      | オリジナル      | -                   |
| 11月6日       | 第32話 | ロック・リーに清き一票を!です!                | 竹内利光   | 又野弘道                                  | 又野弘道          | 小山知洋                      | オリジナル      | -                   |
| 11月13日      | 第33話 | マイト・ガイ 愛と髪の日々です                 | 柿村イサナ | 拙者五郎                                  | 拙者五郎          | 甲田正行                      | オリジナル      | 2014年 1月14日      |
| 11月13日      | 第33話 | ナレーションに挑戦するのです!                 | 柿村イサナ | 拙者五郎                                  | 拙者五郎          | 甲田正行                      | オリジナル      | 2014年 1月14日      |
| 11月20日      | 第34話 | 一楽の危機を救うのです!                       | 下山健人   | 西本由紀夫                                | 三家本泰美        | 鈴木伸一                      | オリジナル      | -                   |
| 11月20日      | 第34話 | 休みの日も修行です!                           | 下山健人   | 西本由紀夫                                | 三家本泰美        | 鈴木伸一                      | オリジナル      | -                   |
| 11月27日      | 第35話 | いきもののお世話は大変なのです                | 宮田由佳   | 浪速勉 西田健一                           | 福本潔            | 菊地功一 輿村忠美             | 3巻、オリジナル | -                   |
| 11月27日      | 第35話 | ナルトにほえろ!です                           | 宮田由佳   | 浪速勉 西田健一                           | 福本潔            | 菊地功一 輿村忠美             | 3巻、オリジナル | -                   |
| 12月4日       | 第36話 | テンテンvsテマリです!                         | 柿村イサナ | 濁川敦 中野一巳                           | 濁川敦            | 山口杏奈 富田恵美             | 3巻、オリジナル | 2月11日             |
| 12月4日       | 第36話 | 大蛇丸の婚活です!                             | 柿村イサナ | 濁川敦 中野一巳                           | 濁川敦            | 山口杏奈 富田恵美             | 3巻、オリジナル | 2月11日             |
| 12月11日      | 第37話 | ガイ先生が火影さまなのです!                   | 竹内利光   | 浪速勉                                    | 堀内直樹          | 高橋直樹                      | 3巻、オリジナル | 1月21日             |
| 12月11日      | 第37話 | IQ200はめんどくさいのです                     | 竹内利光   | 浪速勉                                    | 堀内直樹          | 高橋直樹                      | 3巻、オリジナル | 1月21日             |
| 12月18日      | 第38話 | 暁のアジトに潜入です!                         | 宮田由佳   | にいどめとしや 西田健一                   | 萩原露光          | 津曲大介 田中ちゆき           | 3巻             | 1月28日             |
| 12月18日      | 第38話 | 決死の脱出大作戦です!                         | 宮田由佳   | にいどめとしや 西田健一                   | 萩原露光          | 津曲大介 田中ちゆき           | 3巻             | 1月28日             |
| 12月25日      | 第39話 | クリスマスは恋の最終決戦です!                 | 下山健人   | 又野弘道                                  | 又野弘道          | 小山知洋                      | オリジナル      | -                   |
| 12月25日      | 第39話 | 大掃除は一年間の後悔と恥を洗い流すことです!   | 下山健人   | 又野弘道                                  | 又野弘道          | 小山知洋                      | オリジナル      | -                   |
| 2013年 1月8日 | 第40話 | お正月からメンツをかけた人生すごろくです!     | 下山健人   | 拙者五郎 許平康                           | 拙者五郎 許平康   | 富田恵美、中村純子 田中ちゆき | オリジナル      | 1月7日              |
| 2013年 1月8日 | 第40話 | ナルトを見極めるのです!                       | 下山健人   | 拙者五郎 許平康                           | 拙者五郎 許平康   | 富田恵美、中村純子 田中ちゆき | オリジナル      | 1月7日              |
| 1月15日       | 第41話 | 終わらない悪夢なのです                        | 横谷昌宏   | 熨斗谷充孝                                | 熨斗谷充孝        | 鈴木伸一、小林ゆかり 安斉佳恵 | オリジナル      | -                   |
| 1月15日       | 第41話 | 未来から来たカラクリです!                     | 横谷昌宏   | 熨斗谷充孝                                | 熨斗谷充孝        | 鈴木伸一、小林ゆかり 安斉佳恵 | オリジナル      | -                   |
| 1月22日       | 第42話 | 虫愛づるシノ、です                            | 柿村イサナ | 久保太郎 石山タカ明                       | 福本潔            | 輿村忠美                      | オリジナル      | 2月18日             |
| 1月22日       | 第42話 | テンテン、乙女の戦場で炎上です!               | 柿村イサナ | 久保太郎 石山タカ明                       | 福本潔            | 輿村忠美                      | オリジナル      | 2月18日             |
| 1月29日       | 第43話 | 存在感を消したい17の夜です                    | 下山健人   | 濁川敦 西田健一                           | 濁川敦            | 甲田正行                      | オリジナル      | 2月25日             |
| 1月29日       | 第43話 | トイレ掃除は心も綺麗にするのです!             | 下山健人   | 濁川敦 西田健一                           | 濁川敦            | 甲田正行                      | オリジナル      | 2月25日             |
| 2月5日        | 第44話 | 撒いた豆は後でスタッフが美味しく頂いたのです! | 竹内利光   | 浪速勉                                    | 堀内直樹          | 高橋直樹                      | オリジナル、4巻 | 2月4日              |
| 2月5日        | 第44話 | 狙われた雷影さまです!                         | 竹内利光   | 浪速勉                                    | 堀内直樹          | 高橋直樹                      | オリジナル、4巻 | 2月4日              |
| 2月12日       | 第45話 | 熱くて熱い雪像コンテストです!                 | 宮田由佳   | ユキヒロマツシタ 水野和則                 | 白川巨椋          | 山口杏奈 田中ちゆき           | オリジナル      | -                   |
| 2月12日       | 第45話 | 男の戦場はバレンタインです!                   | 宮田由佳   | ユキヒロマツシタ 水野和則                 | 白川巨椋          | 山口杏奈 田中ちゆき           | オリジナル      | -                   |
| 2月19日       | 第46話 | 伝説の三忍、自来也さまです!                   | 下山健人   | 又野弘道                                  | 又野弘道          | 小山知洋                      | 4巻             | 3月4日              |
| 2月19日       | 第46話 | いざ、女湯に突入です!                         | 下山健人   | 又野弘道                                  | 又野弘道          | 小山知洋                      | 4巻             | 3月4日              |
| 2月26日       | 第47話 | 犬の友だちは犬なのです                        | 柿村イサナ | 西田健一 小平麻紀                         | 小平麻紀          | 富田恵美 津曲大介             | オリジナル、4巻 | 3月11日             |
| 2月26日       | 第47話 | ついにあの忍がやってきたのです!               | 柿村イサナ | 西田健一 小平麻紀                         | 小平麻紀          | 富田恵美 津曲大介             | オリジナル、4巻 | 3月11日             |
| 3月5日        | 第48話 | いよいよヤマト隊長が任務に登場です            | 宮田由佳   | 西本由紀夫                                | 三家本泰美        | 鈴木伸一                      | 3巻、オリジナル | 3月18日             |
| 3月5日        | 第48話 | 木ノ葉・オブ・ザ・デッドです!                 | 宮田由佳   | 西本由紀夫                                | 三家本泰美        | 鈴木伸一                      | 3巻、オリジナル | 3月18日             |
| 3月12日       | 第49話 | ホワイトデー撲滅同盟なのです!                 | 竹内利光   | 浪速勉 石山タカ明                         | 福本潔            | 輿村忠美                      | オリジナル      | -                   |
| 3月12日       | 第49話 | おひな様を片付けるのです!                     | 竹内利光   | 浪速勉 石山タカ明                         | 福本潔            | 輿村忠美                      | オリジナル      | -                   |
| 3月19日       | 第50話 | ガイ先生をお世話するのです!                   | 今村美緒   | 濁川敦                                    | 濁川敦            | 福世真奈美 田中ちゆき         | オリジナル      | -                   |
| 3月19日       | 第50話 | 綱手さまのお見合いです!                       | 今村美緒   | 濁川敦                                    | 濁川敦            | 福世真奈美 田中ちゆき         | オリジナル      | -                   |
| 3月26日       | 第51話 | 最期の戦い                                    | 下山健人   | 拙者五郎                                  | 拙者五郎          | 甲田正行                      | オリジナル、2巻 | 3月25日             |
| 3月26日       | 第51話 | 最後の任務はSランク級です!                    | 下山健人   | 拙者五郎                                  | 拙者五郎          | 甲田正行                      | オリジナル、2巻 | 3月25日             |

### 放送局
| 放送地域       | 放送局         | 放送期間                                             | 放送日時                              | 放送系列         | 備考                |
| -------------- | -------------- | ---------------------------------------------------- | ------------------------------------- | ---------------- | ------------------- |
| 関東広域圏     | テレビ東京     | 2012年4月3日 - 9月25日 2012年10月2日 - 2013年3月26日 | 火曜 18:00 - 18:30 火曜 17:30 - 18:00 | テレビ東京系列   | 製作局 字幕放送     |
| 北海道         | テレビ北海道   | 2012年4月3日 - 9月25日 2012年10月2日 - 2013年3月26日 | 火曜 18:00 - 18:30 火曜 17:30 - 18:00 | テレビ東京系列   | 同時ネット 字幕放送 |
| 愛知県         | テレビ愛知     | 2012年4月3日 - 9月25日 2012年10月2日 - 2013年3月26日 | 火曜 18:00 - 18:30 火曜 17:30 - 18:00 | テレビ東京系列   | 同時ネット 字幕放送 |
| 大阪府         | テレビ大阪     | 2012年4月3日 - 9月25日 2012年10月2日 - 2013年3月26日 | 火曜 18:00 - 18:30 火曜 17:30 - 18:00 | テレビ東京系列   | 同時ネット 字幕放送 |
| 岡山県・香川県 | テレビせとうち | 2012年4月3日 - 9月25日 2012年10月2日 - 2013年3月26日 | 火曜 18:00 - 18:30 火曜 17:30 - 18:00 | テレビ東京系列   | 同時ネット 字幕放送 |
| 福岡県         | TVQ九州放送    | 2012年4月3日 - 9月25日 2012年10月2日 - 2013年3月26日 | 火曜 18:00 - 18:30 火曜 17:30 - 18:00 | テレビ東京系列   | 同時ネット 字幕放送 |
| 日本全域       | AT-X           | 2012年4月11日 - 9月26日 2012年10月3日 - 2013年4月3日 | 水曜 9:30 - 10:00 水曜 21:30 - 22:00  | アニメ専門CS放送 | リピート放送あり    |

### ミニコーナー版
『NARUTO -ナルト- 疾風伝』の次回予告後のおまけで、2012年3月中に5週に渡って放送された。
| 話数          | 疾風伝 放送話 | サブタイトル                              | 脚本         | 絵コンテ | 演出       | 作画監督   |
| ------------- | ------------- | ----------------------------------------- | ------------ | -------- | ---------- | ---------- |
| 2012年 3月2日 | 第252話       | 月間企画 ロック・リーおちゃらけ外伝 その1 | 彦久保雅博   | 伊達勇登 | 伊達勇登   | 福世真奈美 |
| 3月9日        | 第253話       | 月間企画 ロック・リーおちゃらけ外伝 その2 | 千葉克彦     | 菅井嘉浩 | 小野田雄亮 | 岩田幸子   |
| 3月16日       | 第254話       | 月間企画 ロック・リーおちゃらけ外伝 その3 | 武上純希     | 岸川寛良 | 岸川寛良   | 富田恵美   |
| 3月23日       | 第255話       | 月間企画 ロック・リーおちゃらけ外伝 その4 | 吉田伸       | 拙者五郎 | 高山秀樹   | 古矢好二   |
| 3月30日       | 第256話       | 月間企画 ロック・リーおちゃらけ外伝 その5 | 鈴木やすゆき | 石井久志 | 石井久志   | 石崎裕子   |

## ゲーム
『NARUTO -ナルト-SD パワフル疾風伝』
ニンテンドー3DS用ゲームソフトとして、バンダイナムコゲームスより2012年11月29日に発売。